# Eremothera (Plantae)
Eremothera, rod jednogodišnjeg raslinja iz porodice vrbolikovke. Pripada mu 7 vrsta koje rastu po zapadnim dijelovima Sjedinjenih Država i sjevernom Meksiku.

## Vrste
1. Eremothera boothii (Douglas) W.L.Wagner & Hoch
2. Eremothera chamaenerioides (A.Gray) W.L.Wagner & Hoch
3. Eremothera gouldii (P.H.Raven) W.L.Wagner & Hoch
4. Eremothera minor (A.Nelson) W.L.Wagner & Hoch
5. Eremothera nevadensis (Kellogg) W.L.Wagner & Hoch
6. Eremothera pygmaea (Douglas) W.L.Wagner & Hoch
7. Eremothera refracta (S.Watson) W.L.Wagner & Hoch